# Temple protestant (Quimper)

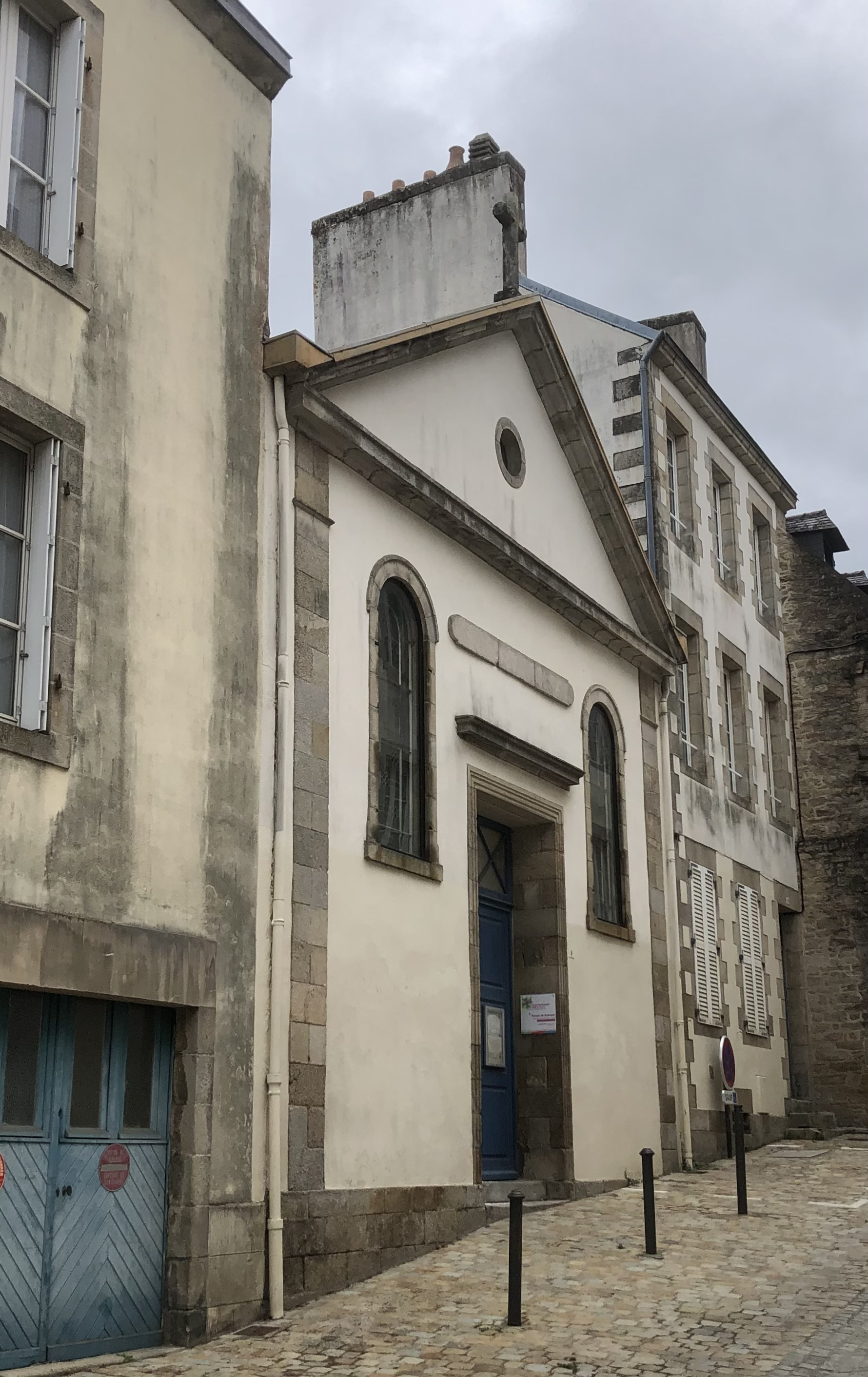
Protestantische Kirche in Quimper, 2022

Die Protestantische Kirche von Quimper (französisch Temple protestant) ist eine Kirche der Vereinigten Protestantischen Kirche Frankreichs in Quimper in der Bretagne. Neben dieser Kirche bestehen in Quimper eine weitere evangelische Kirche und ein evangelisches Gemeindezentrum.

## Lage
Die Kirche befindet sich im nördlichen Teil des Ortszentrums von Quimper auf der Westseite der Straße Rue de Kergariou, an der Adresse 8–10 rue Kergariou.

## Geschichte
Menschen reformierten Glaubens waren vor allem in der Zeit um 1830 durch Einwanderung insbesondere aus dem Schweizer Kanton Graubünden nach Quimper gekommen. Protestantische Gottesdienste wurden in Privathäusern durchgeführt. Insbesondere die Wohnung des Schweizer Konditors Passini wurde vor dem Bau der Kirche für Gottesdienste genutzt.
Am 13. März 1844 zog der walisische Pfarrer James Williams auf Anraten von Achille Le Fourdrey nach Quimper. Le Fourdrey sah Quimper als guten Standort für eine protestantische Gemeinde. Auf seine Anregung hin erfolgte der Bau einer Kirche in der damaligen Straße Rue Mesgloaguen, der heutigen Rue de Kergariou. Der in Quimper ansässige Unternehmer Poisson stellte am 24. Juli 1846 einen Bauantrag für ein Grundstück, auf dem sich zuvor das Haus Coatpont befunden hatte. Am 24. Juli 1846 erfolgte die Genehmigung durch den Stadtrat. Wohl im September 1846 begannen die Bauarbeiten, zumindest liegt eine Beschwerde vom 14. September vor, in denen Erdarbeiten bemängelt wurden, durch die die Verschmutzung einer Quelle durch eine Jauchegrube drohte.
Der erste Gottesdienst wurde am Sonntag, den 9. Mai 1847 gefeiert. Le Fourdrey informierte in einem Brief den Bürgermeister von Quimper darüber, dass an jedem Sonntag morgens, mittags und abends Gottesdienste sowohl auf Französisch als auch auf Bretonisch durchgeführt würden.
1849 erhielt die Gemeinde durch die Erweiterung des Friedhofs Saint-Marc einen eigenen Begräbnisplatz. Bei einer Volkszählung wurden 1851 in Quimper 35 Protestanten gezählt. Sie stammten zumeist aus der Schweiz, fünf waren jedoch Engländer, drei Norweger und einer Franzose. Pfarrer Williams war bemüht, weitere Gemeindemitglieder im katholisch dominierten Quimper zu gewinnen. Im Februar 1850 erhielt er und ein Herr Le Bescond eine Strafe, da sie ohne vorherige Genehmigung religiöse Werke verteilt hatten. Die Zahl der Gemeindemitglieder stieg jedoch nur wenig. 1869 ging Pfarrer Williams zurück nach Wales. Die Gemeinde war ohne Leitung. 1880 wird die Zahl der Protestanten mit etwa 40 angegeben, wobei 32 schweizerischer und acht französischer Herkunft waren. 1882 musste die Gemeinde den Bürgermeister von Quimper um einen Zuschuss bitten, um die Pacht für die Kirche von 500 Franc zahlen zu können. Zeitweise wurde der Pfarrer von Lorient gebeten, die Gottesdienste in Quimper zu halten. Im Jahr 1888 kam William Jenkyn Jones aus Pont-l’Abbé als neuer Pfarrer nach Quimper. Er wohnte in der 10 rue de la halle. In den 1890er Jahren war die Zahl der Gläubigen auf 58 angestiegen. Jones war zumindest noch 1915 als Pfarrer in Quimper tätig und wohnte später dann in der rue Brizeux. Er verstarb 1925. In Quimper ist eine Straße nach ihm benannt. Nach Jones folgte wohl John Gerlan Williams (1870–1952) als Pfarrer.

## Architektur
Es entstand ein schlichtes giebelständig zur Straße ausgerichtetes Gebäude, das sich in geschlossener Bauweise in den Straßenzug einfügt. Bekrönt wird der Bau von einem breiten Dreiecksgiebel. Auch im Inneren ist die Kirche gemäß dem reformierten Verständnis schlicht gestaltet und wird auf Dekorationen verzichtet. Entsprechend ihrer Funktion als Versammlungsort und nicht als heiliger Ort besteht auch weder ein gestalteter Altar noch ein Altarbild. An der Wand befindet sich ein großes Kruzifix. Zwei Fenster sind mit Farbglas versehen. Eines zeigt das Motiv Ich bin das Brot des Lebens (Johannes VI, 35), das andere Ich bin der wahre Weinstock (Johannes XV, 1).
Im Inneren befindet sich eine an den ersten Pfarrer der Gemeinde, James Williams, erinnernde Gedenktafel.